# Wolf-Dieter Schuh
Wolf-Dieter Schuh (* 20. Juni 1957 in Güssing) ist ein österreichischer Geodät und seit 2000 Hochschulprofessor in Bonn.
Wolf-Dieter Schuh studierte Vermessungswesen an der TU Graz und schloss 1981 mit einer Diplomarbeit über rationelle Algorithmen zur Normalgleichungs-Inversion geodätischer Netze ab. 1984 promovierte er an der TU Graz. Als Forschungs- bzw. Hochschulassistent bei Hans Sünkel in Graz befasste er sich mit Mathematischer Geodäsie (u. a. Ausgleichsrechnung und Fehlererkennung in Netzen, Koordinatentransformation, Anwendung der Kollokation in der Geoidbestimmung) und entwickelte 1993 das Programmsystem MATRIX. In den folgenden Jahren forschte er im Themenbereich Satellitengradiometrie und begann in ESA-Projekten der Satellitengeodäsie und im Erdbeobachtungssystem IGGOS von Reinhard Rummel (TU München) mitzuarbeiten. 1996 erfolgte die Habilitation für „Theoretische Geodäsie“. Seit 1997 lehrte er als außerordentlicher Professor an der TU Graz. Seine Entwicklungsarbeiten für den künftigen GOCE-Satelliten brachte ihm 2000 den Ruf an die Universität Bonn ein, wo er neben diesem Bereich der raumgestützten Gravimetrie u. a. auch an Forschungen zur Integration mit GPS-Daten und der Feldfortsetzung des Schwerepotentials aus Satellitenbahnen hinunter aufs Geoid arbeitet. An der Universität Bonn lehrt er seit dem Jahr 2000 als Ordinarius für Theoretische Geodäsie. In dieser Funktion ist er Nachfolger von Karl-Rudolf Koch.

## Schriften
- C.Siemes, W.D. Schuh et al.: GOCE data processing: the numerical challenge of data gaps (Status Sem., Observation of System Earth from Space). Geotechnologien Science Report 11, p. 99–105, München 2007
- H.Alkhatib, W.D. Schuh: Integration of the Monte Carlo covariance estimation strategy into tailored solution procedures for large-scaled least squares problems. Journal of Geodesy 70, 53–66, Springer 2007
- C.Boxhammer, W.-D. Schuh: GOCE gravity field modeling: computational aspects - free kite numbering scheme. R.Rummel (Hrsg.) et al., “Observation of the Earth System from Space”, p. 209–224, Springer Berlin-Heidelberg 2006
- W.-D. Schuh, B.Kargoll: The numerical treatment of the downward continuation problem for the gravity potential. F.Sansò (Hrsg.), V.Hotine-Marussi-Symposium, Lecture Notes in Earth Sciences Vol. 127 p. 22–31. Springer Berlin-Heidelberg 2004
- W.-D. Schuh: Auswertung der differentiellen Beschleunigungsmessungen mit einem numerischen Ansatz sowie Assimilation von GPS- und Gradiometrie-Lösungen. BMBF Geotechnologien, Projekt GOCE-GRAND, Zwischenbericht 2003
- G.Plank, W.D. Schuh: Numerical solution strategies for global gravity field determination. Proceedings of the 8th International Meeting on Alpine Gravimetry, Leoben 2000. Österreichische Beiträge zu Meteorologie und Geophysik, Heft 26, Wien 2001, ISSN 1016-6254.
- R.Pail, W.D. Schuh: Effects of inhomogeneous data coverage on spectral analysis. IAG Sympos.120, Rummel/Drewes (Hrsg.), Towards an Integrated Global Geodetic Observing System (IGGOS) p. 209–213. Springer Berlin-Heidelberg 2000
- W.-D. Schuh: Scientific data processing algorithms. ESA-Project “From Eötvös to mGal”, WP 3.1 Midterm-Report, ESA/ESTEC 13392/98/NL/GD p. 41–73, 1999
- T.Auzinger, W.D. Schuh: High-degree spherical harmonic analysis combining gridded and random distributed data sets. Physics & Chemistry of the Earth Vol. 23, p. 19–23, Elsevier 1998
- W.D. Schuh: Tailored numerical solution strategies for the global determination of Earth’s gravity field. Mitt. Geodät. Institute der TU Graz, Band 81, Graz 1996.